# Київський похід Болеслава II
Київський похід Болеслава II — військова акція польського короля  Болеслава Сміливого в 1069 на підтримку колишнього Великого князя Київського  Ізяслава Ярославича, який втратив престол після  київського повстання 1068, яке привело до влади  Всеслава Брячиславича.

## Історія
Ізяслав з Болеславом виступили на Київ. Дізнавшись про це, Всеслав зібрав військо в Білгороді, але вночі покинув його і втік до Полоцька. Тоді до Києва приїхали з лівобережжя брати Ізяслава Святослав і Всеволод і вступили з Ізяславом в переговори. Вони віддавали йому Київ за умови, що той не приведе поляків. Ізяслав погодився, і основна частина польського війська дійсно була залишена на кордоні. Попереду Ізяслава і Болеслава до Києва приїхав  Мстислав Ізяславич і стратив 70 призвідників повстання.
Потім фактично повторилися події київського походу Болеслава I 1018. Польські війська були розведені на постій по містах, почалися вбивства поляків, після чого Болеслав покинув Русь.
У 1073 Ізяслав вигнаний з Києва братами, і в 1077 після смерті Святослава пішов на Київ також з поляками, але отримав місто від Всеволода.